# NGC 6238
NGC 6238 ist eine 13,9 mag helle Spiralgalaxie vom Hubble-Typ Sc/pec im Sternbild Drache.
Sie wurde am 28. Juni 1886 von Lewis A. Swift entdeckt.